# Arvid Nordin
Arvid Oskar Nordin, född 3 augusti 1913 i Närpes, död där 26 september 1997, var en finländsk jordbrukare. 
Nordin tjänstgjorde under fortsättningskriget som gruppchef och patrulledare med undersergeants grad i infanteriregementet JR 61. Han gjorde flera ingripanden som löste svåra situationer till de egna truppernas favör. Han tilldelades Mannerheimkorset den 6 november 1942, då han ansågs vara en boren stridskämpe: "rådig, djärv, beslutsam och besjälad av en obetvinglig kampglädje och framåtanda".